# Kristín Ólafsdóttir
Kristín Ólafsdóttir (Lund, Lundarreykjadalur, 21 de noviembre de 1889-Reikiavik, 20 de agosto de 1971) fue una médica islandesa, la primera médica islandesa, y la primera mujer en graduarse en Medicina por la Universidad de Islandia en 1917.

## Biografía
Sus padres eran Ólafur Ólafsson, un sacerdote, luego rector de Hjarðarholt en Dalarna e Ingibjörg Pálsdóttir, un ama de casa. Inició la matriculación de educación fuera de la escuela de Latin School, la única mujer que finalizó estudios secundarios en 1911 y fue la tercera mujer en Islandia que completó el examen de matriculación a la universidad.
Obtuvo su título en medicina por la Universidad de Islandia el 15 de febrero de 1917. Trabajó en Suecia y Dinamarca de 1918 a 1919, pero después en Ísafjörður hasta 1931, cuando empezó a trabajar como médica en su propio consultorio en Reikiavík, que dirigió hasta los últimos años de su vida. 
Enseñó ciencias de la salud en la escuela de amas de casa de la Asociación de Mujeres Óskar en Ísafjörður, fue una de las fundadoras de la Asociación de Mujeres Universitarias en 1928, formó parte del comité escolar de la Escuela de Amas de Casa en Reikiavík de 1941 a 1946 y del Comité de protección infantil desde 1946 hasta 1952.
Escribió varias publicaciones sobre dieta y salud y también tradujo varias publicaciones tanto de salud como de ficción.

## Vida personal
En la Facultad de Medicina conoció a Vilmund Jónsson, con el cual se casó en 1916, fue un médico que se desempeñó como director médico de Salud de 1931 a 1959. Tuvieron tres hijos, Guðrún Vilmundardóttir, ama de casa, Ólöf Vilmundardóttir, dentista y Þórhall Vilmundarson, profesor de la Universidad de Islandia.
Murió en Rekiavík en 1971, a la edad de ochenta y un años.

## Reconocimientos
En el 100 aniversario de la Universidad de Islandia en 2011, la institución recibió un retrato de Kristín Ólafsdóttir como regalo por parte de la Asociación Médica de Mujeres, que inició la donación, la Asociación Médica Islandesa, la Asociación Médica de Reykjavík y la Asociación de Aficionados en la Historia de la Medicina. La obra realizada por el artista islandés Guðmund Karl Ásbjörnsson se puede encontrar en el edificio principal de la universidad.